# Kappa (mytologisk gestalt)

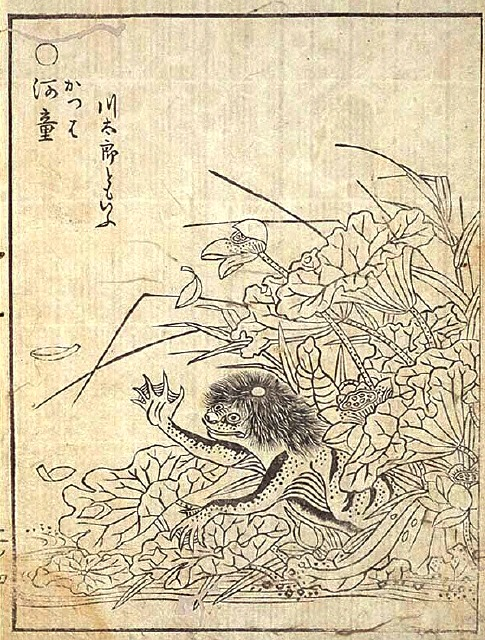
Kappa

Kappa är i japansk mytologi och folklore ett släkte av vattenlevande små, men jättestarka troll – en sorts måttligt elaka demoner.
De bor i dammar, sjöar och floder och kan lätt dra ner kreatur och folk i vattnet och dränka dem. Kappan har en hålighet i sin hjässa, som vattenfylld är nyckeln till dess enorma styrka. Trots sin illvilja är den mycket artig, håller givna löften och är förhandlingsvillig. Historierna om dess tilltag är många.
Kappan älskar gurka och det sägs att familjer, som hade en Kappa i närheten av sitt hus, för att skydda sig brukade skriva sina namn på gurkor och kasta dem i flodvattnet. I gengäld fick de löfte av Kappan att inte ge sig på familjemedlemmarna. Kappavarelserna lämnar ibland sina vattendrag för att jaga eller roa sig. På grund av dess amorösa böjelser är unga kvinnor särskilt rädda för att råka på dem. För att undkomma måste hon köpslå med dem. 

## I litteraturen
Kappan sägs även söka upp böndernas hästar för att rida och ritten slutar i allmänhet med att den stackars hästen dukar under av utmattning. Bönderna brukar därför skydda sina djur genom att sätta upp en Awabi-snäcka ovanför stalldörren. 
Om detta berättar författaren Akutagawa Ryunosuke i sin berömda novell Kappa. Han avslöjar även att Kappa är mycket förtjusta i Sumo-brottning och gärna utmanar skogsvandrare på en match. För att klara sig från en given förlust får denne ta till list. Det gäller att få vattnet att rinna ut ur Kappans huvudskål, så att den mister sin vilja och förmåga att tillfoga skada. Om man bugar sig djupt som tack för förslaget, så besvarar de ibland bugningen, som japansk sed bjuder, då rinner vattnet i håligheten på hjässan ut och Kappan förlorar sin magiska kraft. Misslyckas listen kan man fortsätta med att ställa sig på händer, förebärande att det hör till inledningen av matchen och det måste ju Kappan finna sig i.

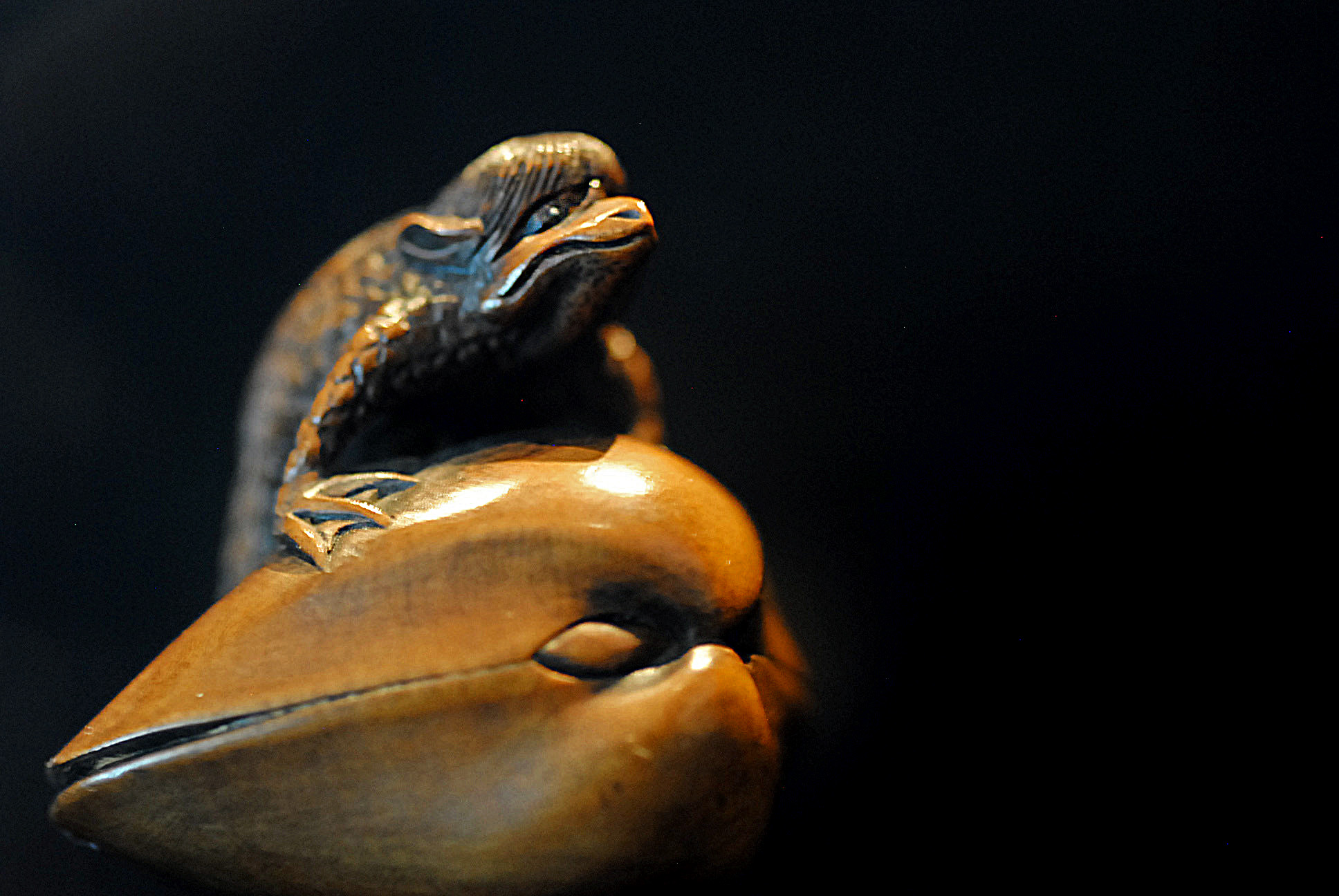
En kappa på musselskal ur Etnografiska museets netsukesamling. Den har varit utställd på Östasiatiska museet sedan 2011

## I konsten
Kappa är ett omtyckt motiv inom ett japanskt konstsnideri, netsuke, där en vanlig avbildning är en situation på en mussla eller sköldpadda.